# Najadicola ingens
Najadicola ingens är en kvalsterart som först beskrevs av Koenike 1895.  Najadicola ingens ingår i släktet Najadicola och familjen Unionicolidae. Inga underarter finns listade i Catalogue of Life.